# أم سعيد بنت عروة الثقفية
أم سعيد بنت عروة بن مسعود الثقفية (5 ق هـ/617-35 هـ/656) إحدى زوجات علي بن أبي طالب.

## نسبها
هي أم سعيد بنت عروة بن مسعود بن صعب بن مالك بن كعب بن عمرو الثقفية.

## حياتها
وُلِدت في الطائف في العام الخامس قبل الهجرة، وتزوجها أمير المؤمنين الإمام علي بن أبي طالب في حدود العام 20 هـ في المدينة المنوّرة، وأنجبت له ثلاث بنات وابن واحد، هم:
- أم الحسن (21 هـ - 61 هـ)
- رملة الكبرى (22 هـ - 61 هـ)
- عمر الأوسط (23 هـ - 38 هـ)
- أم كلثوم الصغرى (24 هـ - 40 هـ)

## وفاتها
توفيت في حدود عام 35 هـ.